# Aitne (maan)
Aitne, of Jupiter XXXI is een natuurlijke satelliet van Jupiter. De maan werd ontdekt door de Universiteit van Hawaï onder leiding van Scott S. Sheppard op 9 december 2001 en kreeg eerst de naam S/2001 J 11.
Aitne is zo'n 3 kilometer in doorsnee en draait om Jupiter met een gemiddelde afstand van 23,317 Gm in 730,12 dagen.
Aitne is genoemd naar de gelijknamige godin der bergen uit de Griekse mythologie, waarnaar ook de vulkaan de Etna genoemd is.